# Mache
Mache (lub Makhê, Makhai gr. Μαχη, Μαχαι) – w mitologii greckiej były to bóstwa (demony), a także personifikacje walki i bitwy. Zostały zrodzone przez Eris.
Do Mache można zaliczyć następujące bóstwa (nie ma jednak pewności, że rzeczywiście do tego grona należały):
- Homados (gr. Ὁμαδος) – szum bitwy[3],
- Proioxis (gr. Προιωξις) – natarcie, szturm[4],
- Palioxis (gr. Παλιωξις) – wycofanie się[5],
- Ioke (gr. Ιωκη) – rozgromienie wroga[6],
- Alke (gr. Αλκη) – siła[7],
- Kydoimos (gr. Κυδοιμος) – bitewna wrzawa[8].

Podobnym bóstwem była Alala, uosobienie okrzyku wojennego.
Mache towarzyszyły w bitwie innym bóstwom walki i śmierci w niej: Aresowi, Dejmosowi, Fobosowi, Kerom, Polemosowi, Enyo oraz ich matce Eris.

## Rodzeństwo
Reszta dzieci Eris to:
- Ponos (Trud),
- Limos (Głód),
- Algos (Ból),
- Fonos (Morderstwo),
- Lete (Zapomnienie),
- Horkos (Przysięga),
- Hysminai (Bitwa),
- Androktasiai (Zabójstwo),
- Neikea (Kłótnia),
- Pseudologoi (Kłamstwo),
- Amfilogiai (Spór),
- Dysnomia (Bezprawie, Anarchia),
- Ate (Ślepa głupota, Iluzja).